# Pretrešnja
Pretrešnja (cyr. Претрешња) – wieś w Serbii, w okręgu toplickim, w gminie Blace. W 2011 roku liczyła 111 mieszkańców.